# Trophis involucrata
Trophis involucrata är en mullbärsväxtart som beskrevs av Burger. Trophis involucrata ingår i släktet Trophis och familjen mullbärsväxter. Inga underarter finns listade i Catalogue of Life.